# Weserforts Brinkamahof

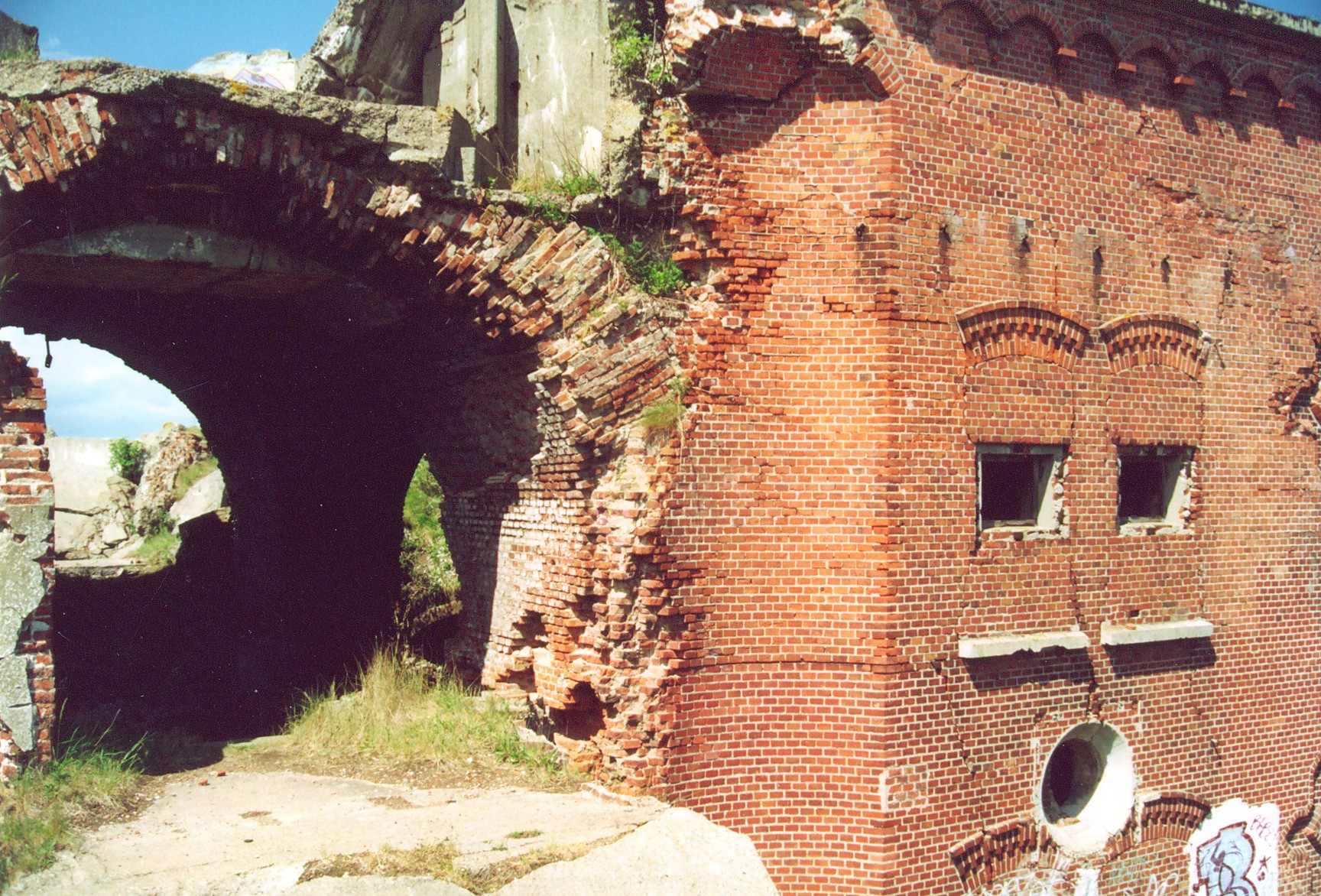
Landseite von Brinkamahof II

Die Weserforts Brinkamahof waren zwei preußische Festungen auf der bremischen Seite der Außenweser. Auf der gegenüberliegenden Weserseite liegen die früheren Festungsinseln Langlütjen.

## Vorgeschichte

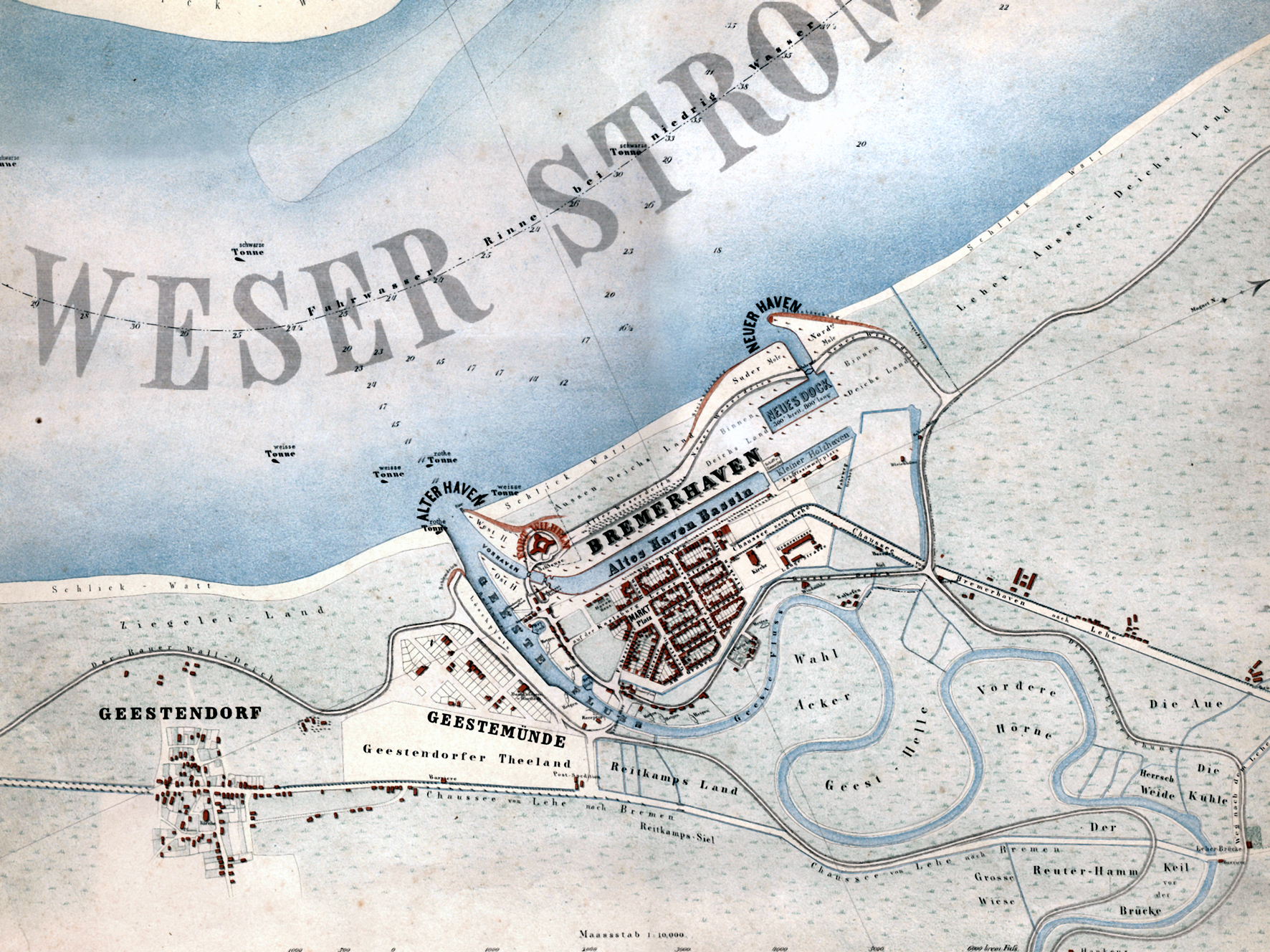
Alter und Neuer Hafen (1849)

Als unabhängiger Staat im Deutschen Bund erwarb Bremen 1827 von Hannover an der Wesermündung ein Areal für einen Seehafen. Die Militärhoheit verblieb zunächst beim Königreich Hannover. Um die Einfahrt in den Alten Hafen zu sichern, wurde bereits 1830–1834 das Fort Wilhelm als erste Festung gebaut. 1849 kamen die Dockbatterie bei der Schleuse zum Neuen Hafen und die nördlich vorgeschobene Weserhauptbatterie, das „Turmfort“, hinzu; denn nach dem Vertrag von Malmö (1848) wurde eine  dänische Invasion befürchtet. Diese frühen Weserfestungen wurden vor 1870 spurenlos abgerissen; aber auch der Norddeutsche Bund fürchtete Invasionen. Die Franzosenzeit, die Hanseatischen Departements und das Département des Bouches-du-Weser waren unvergessen. Nach der Schleswig-Holsteinischen Erhebung und dem Deutsch-Dänischen Krieg schien es dem Königreich Preußen geboten, die Wesermündung militärisch zu sichern – nicht zu Unrecht: Vor dem Deutsch-Französischen Krieg erwog das Second Empire eine Landung in Norddeutschland; im Krieg legte die französische Marine 1870/71 eine Seeblockade auf die deutschen Nordsee- und Ostseeküsten. Vor diesem Hintergrund erklären sich die vier künstlichen Inseln. Zwei Forts sollten das linke Weserufer im Großherzogtum Oldenburg und zwei die rechte bremische Seite sichern. 1866 begann die Preußische Marine auf beiden Weserseiten Erdwälle anzulegen und Geschütze aufzustellen.

## Bremische Seite
Im Marschland der östlichen Weserseite besaß die Bauernfamilie Brinkama in Weddewarden viel Land, auf ihrem Grund wurde das erste Fort erbaut und der Familienname darauf übertragen. Für die Tiefgründung mussten Tausende von Baumstämmen im Schlick versenkt werden. Unterkünfte, Kasematten, Unterstände, lange Gänge, von dicken Ziegelsteinmauern geschützt und mit 28-cm-Geschützen bewaffnet, sollten die Forts Angreifer von See her abwehren; das war aber nie nötig.

### Brinkamahof I
Zwischen 1867 und 1872 entstand an der Nordwestecke des späteren Nordhafen-Wendebeckens das Fort Brinkamahof I (Lage).

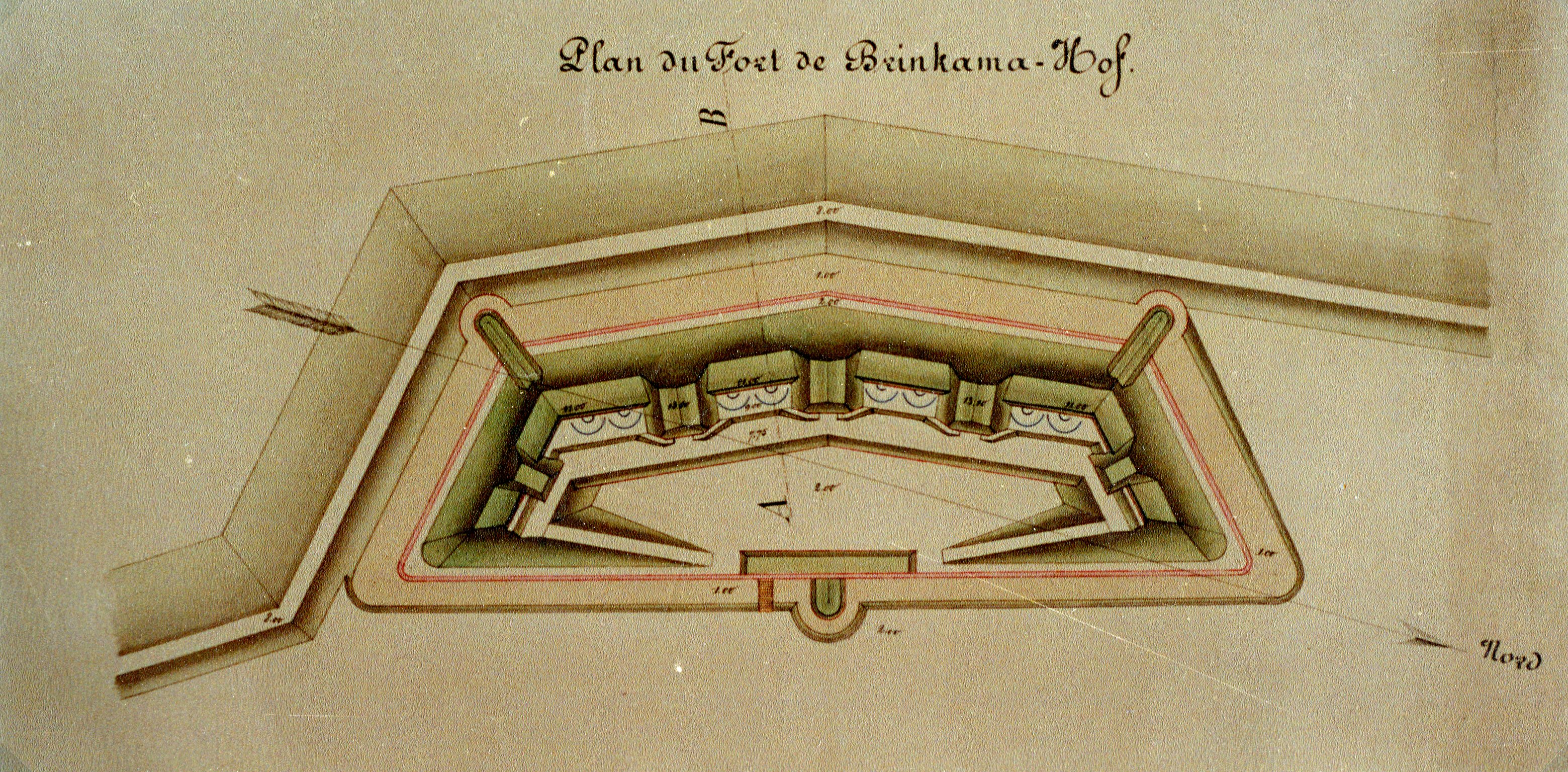
Lageplan
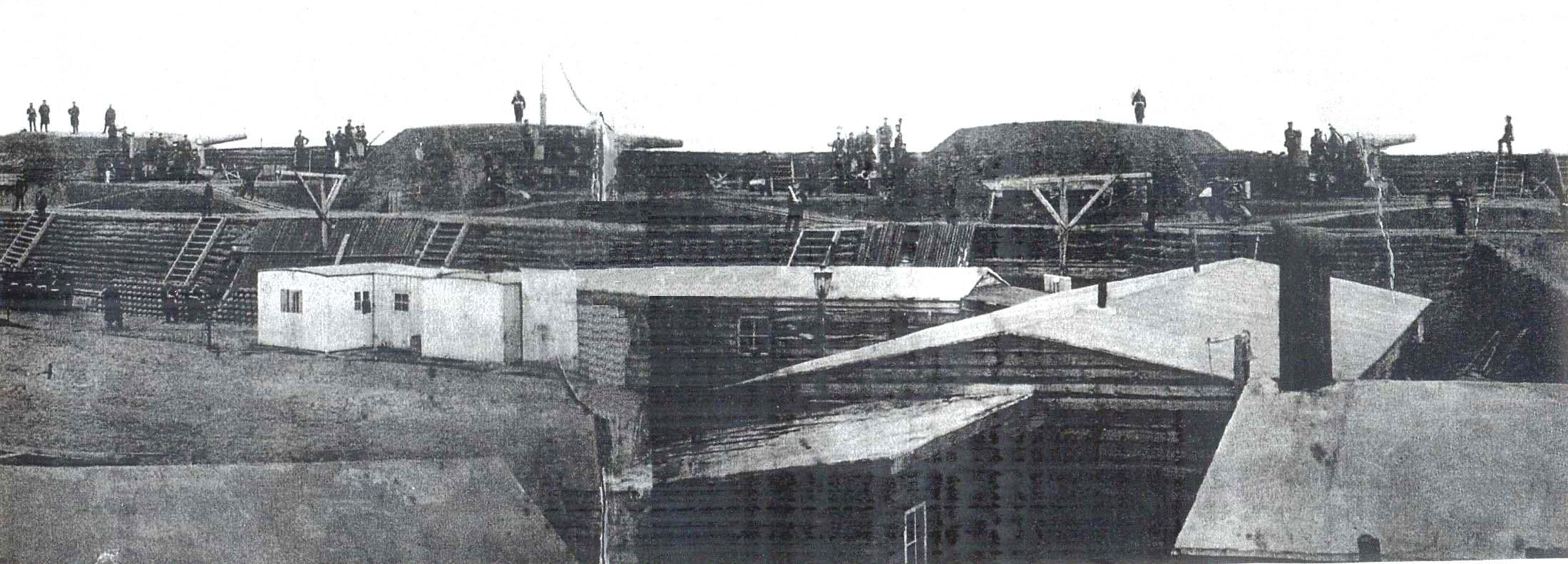
Brinkamahof I (1870)
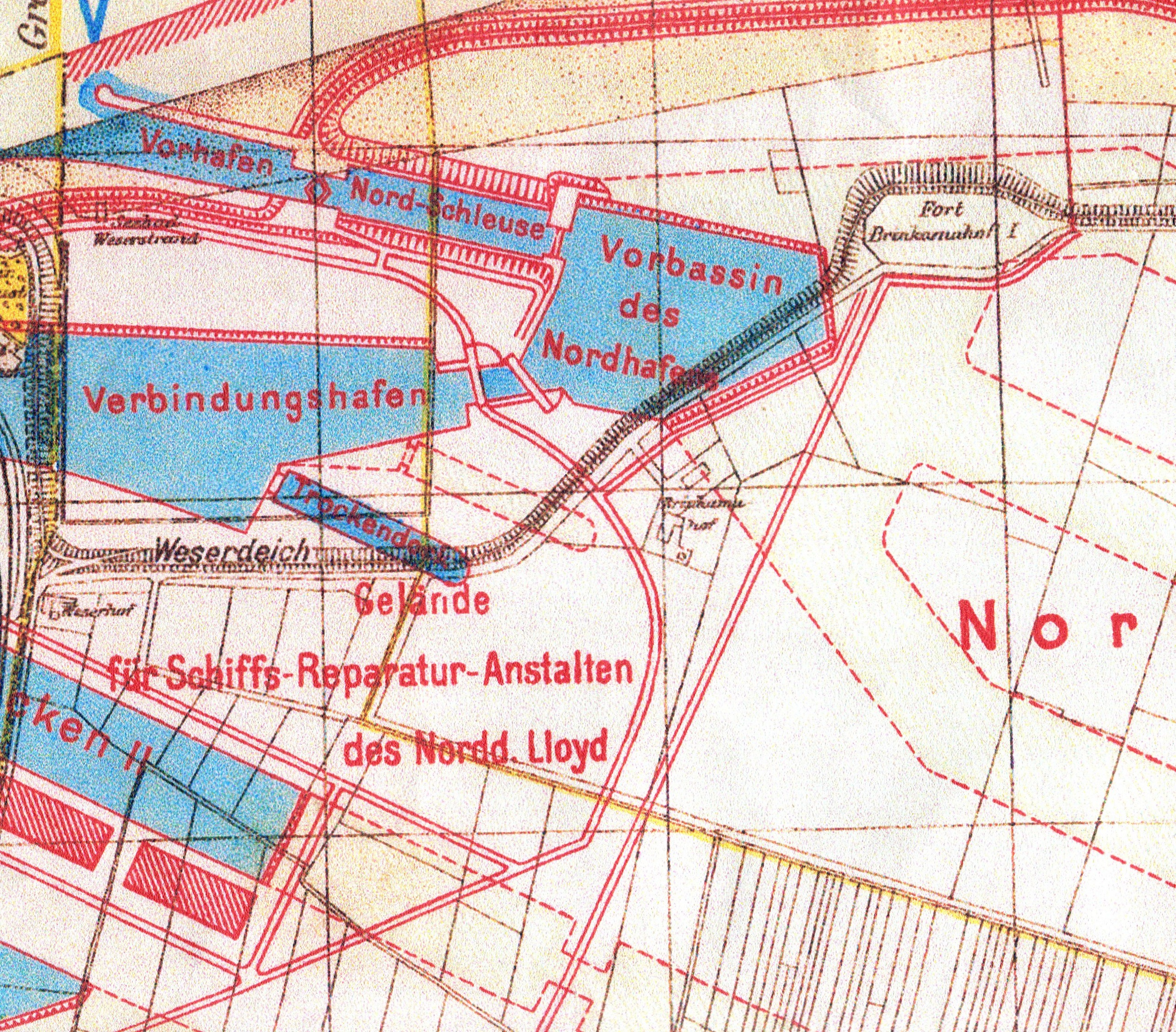
Lage von Brinkamahof I (1928)
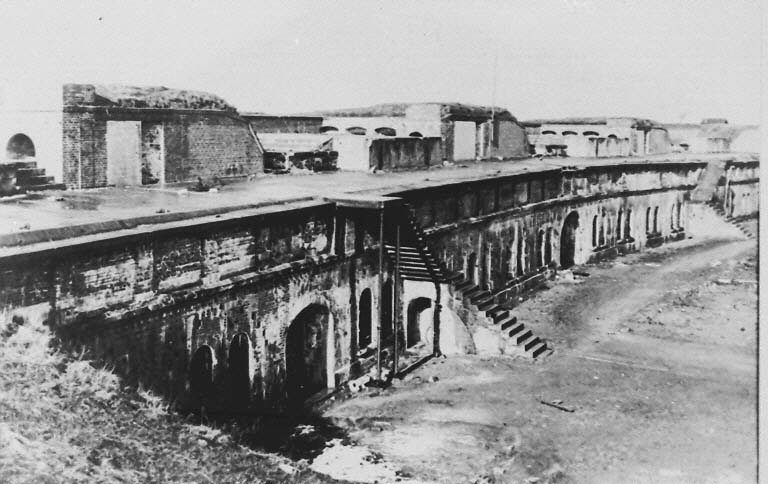
Abriss Brinkamahof I (1929)

### Brinkamahof II
Weiter flussabwärts, nördlich von Brinkamahof I, wurde 1875–1881 das Fort Brinkamahof II errichtet (Lage).
Die vier Weserforts wurden bis zum Ende des Ersten Weltkriegs militärisch genutzt. Am 25. Dezember 1914 kam es zu einem Beschuss eines englischen Aufklärungs-Flugzeuges (Doppeldecker), und zwar durch das einzige auf Brinkamahof II vorhandene Maschinengewehr. Das Aufklärungsflugzeug war vom Posten Cuxhaven gemeldet worden, flog die gesamte Wesermündung ab und drehte in Höhe des Forts in Richtung Außenjade ab. Zwei Tage später wurde von Wilhelmshaven gemeldet, dass das Flugzeug mit beschossenem Tank in der Außenjade treibe, vom Piloten keine Spur. Auf Weisung der Ententemächte wurden die militärischen Einrichtungen 1918 abgebaut. Als man 1928 die Nordschleuse für die großen Schiffe der Reichsmarine baute und den Nordhafen aushob, war Brinkamahof I im Wege. Das Fort verschwand wie vorher auch der namengebende Bauernhof der Familie Brinkama.
Im Zweiten Weltkrieg gehörte Brinkamahof II als Flakbatterie „Upolu“ zum Luftschutzring für Wesermünde. Die 10,5-cm-Kanonen standen in Stahlbetonringen. Als nach dem Krieg erst die British Army und dann die United States Army Wesermünde besetzten, wurde die Batterie gesprengt.
Ein Buhnendamm aus Basaltsteinen verband die Insel mit dem Festland. Bei Hochwasser war er nicht zu sehen. Ein stacheldrahtbewehrtes Tor in der Dammmitte sollte Kinder am gefährlichen Spiel in den Ruinen hindern; bei Niedrigwasser war es aber leicht zu umgehen. Als die Stromkaje nach Norden wuchs und das Deichvorland aufgespült wurde, verschwand der Buhnendamm. Brinkamahof II konnte man mit dem Fahrrad erreichen. 70 Jahre nach Brinkamahof I wurden im Jahr 2000 auch die Reste von Brinkamahof II abgetragen. Das Gelände wurde mit Wesersand aufgespült und mit einer Asphaltdecke überzogen. Das dadurch entstandene Container-Terminal IIIa war aber nicht der endgültige Abschluss; den bildete erst das danach erstellte Terminal IV.

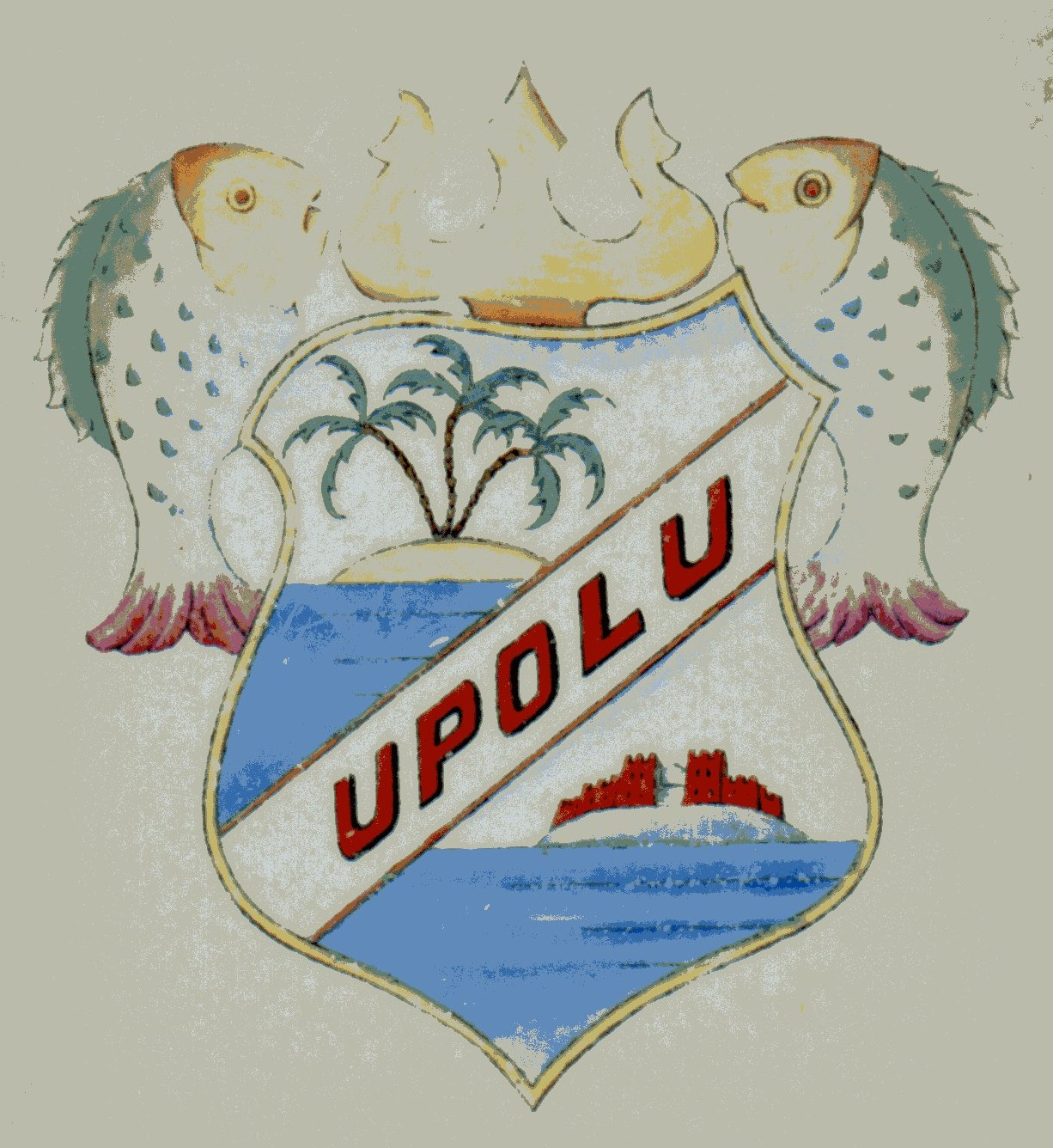
MFlA 244 „Upolu“
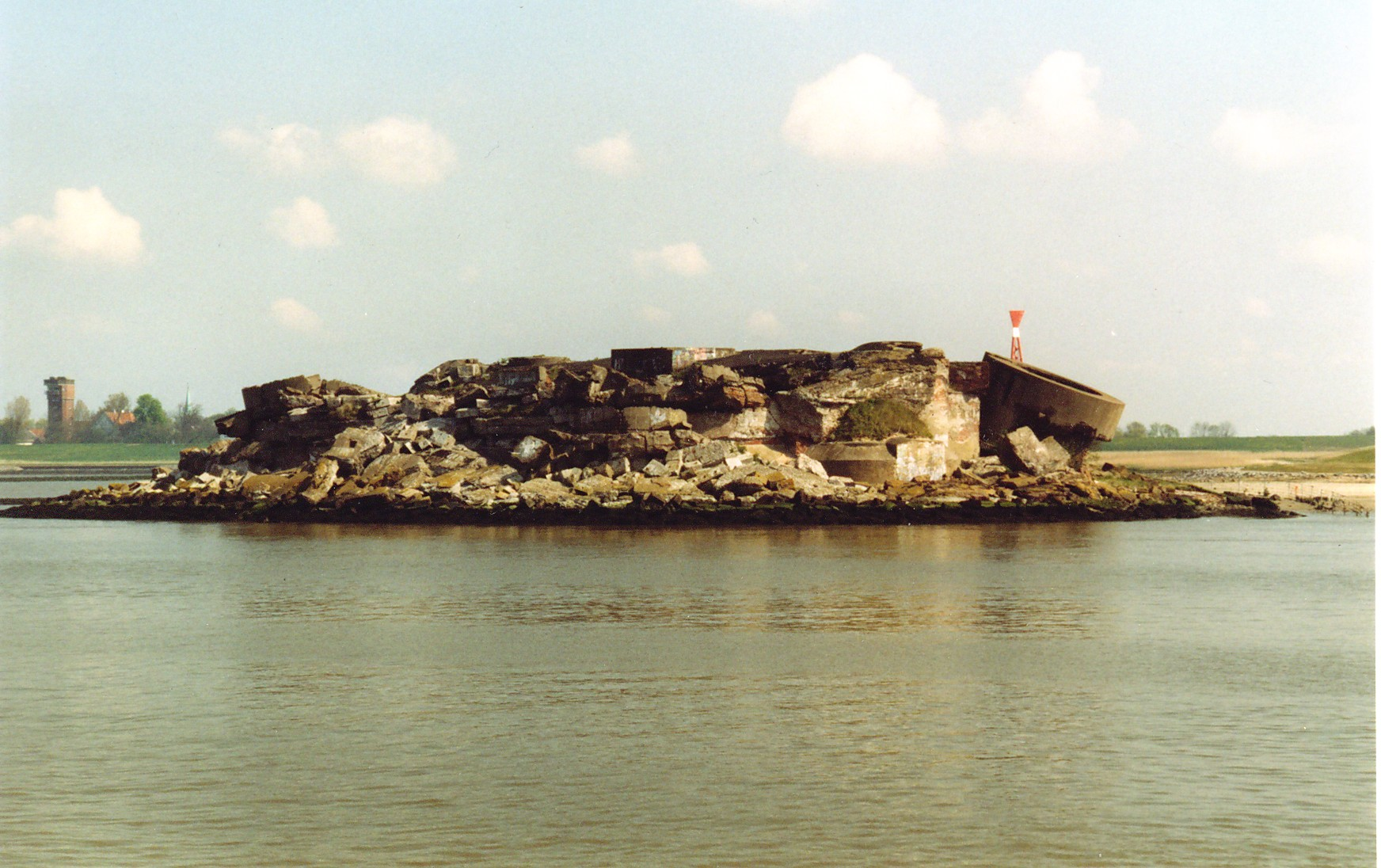
Brinkamahof II vor Weddewarden, links der Flakleitstand am Deich
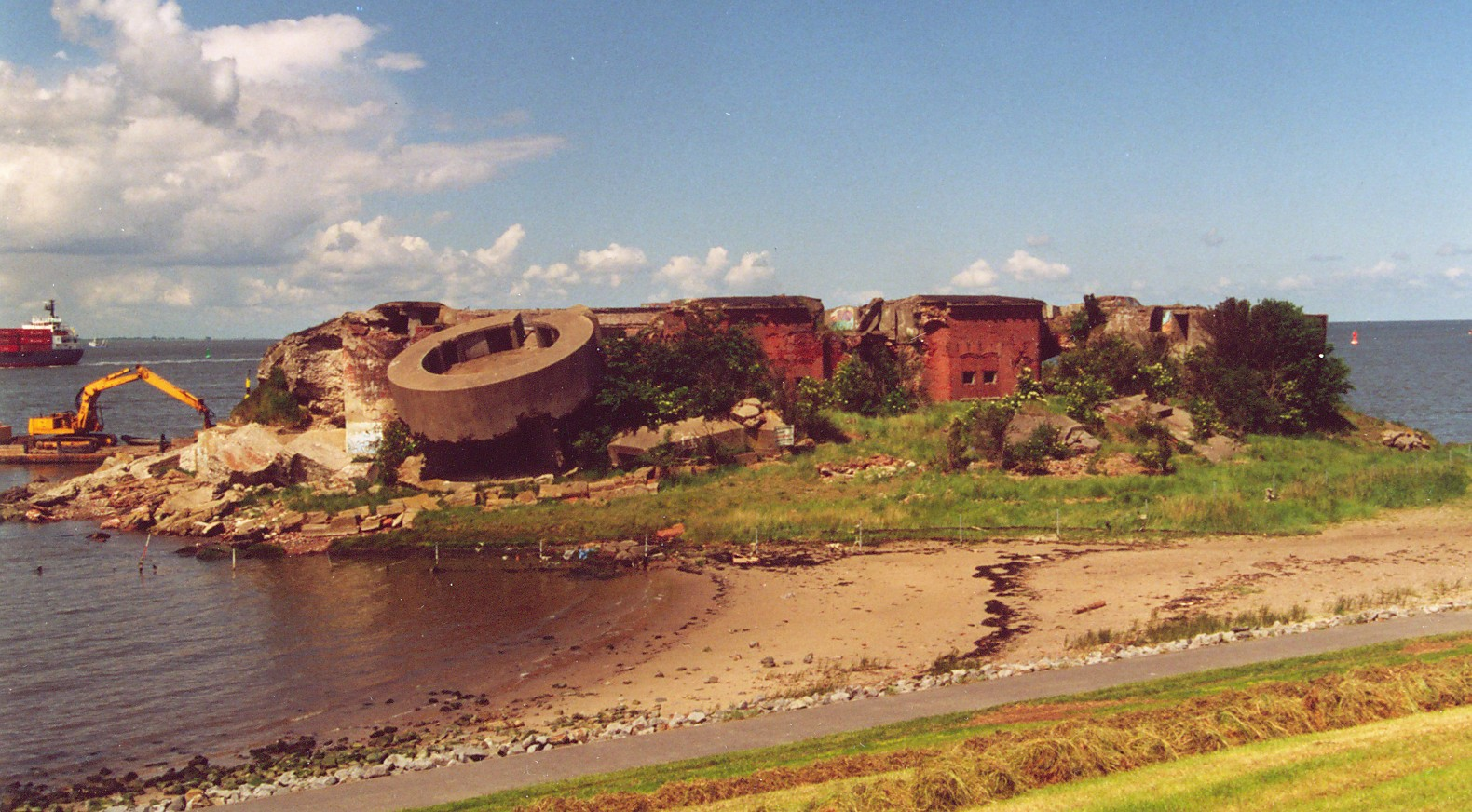
„Halbinsel“ Brinkamahof II

## Kaserne

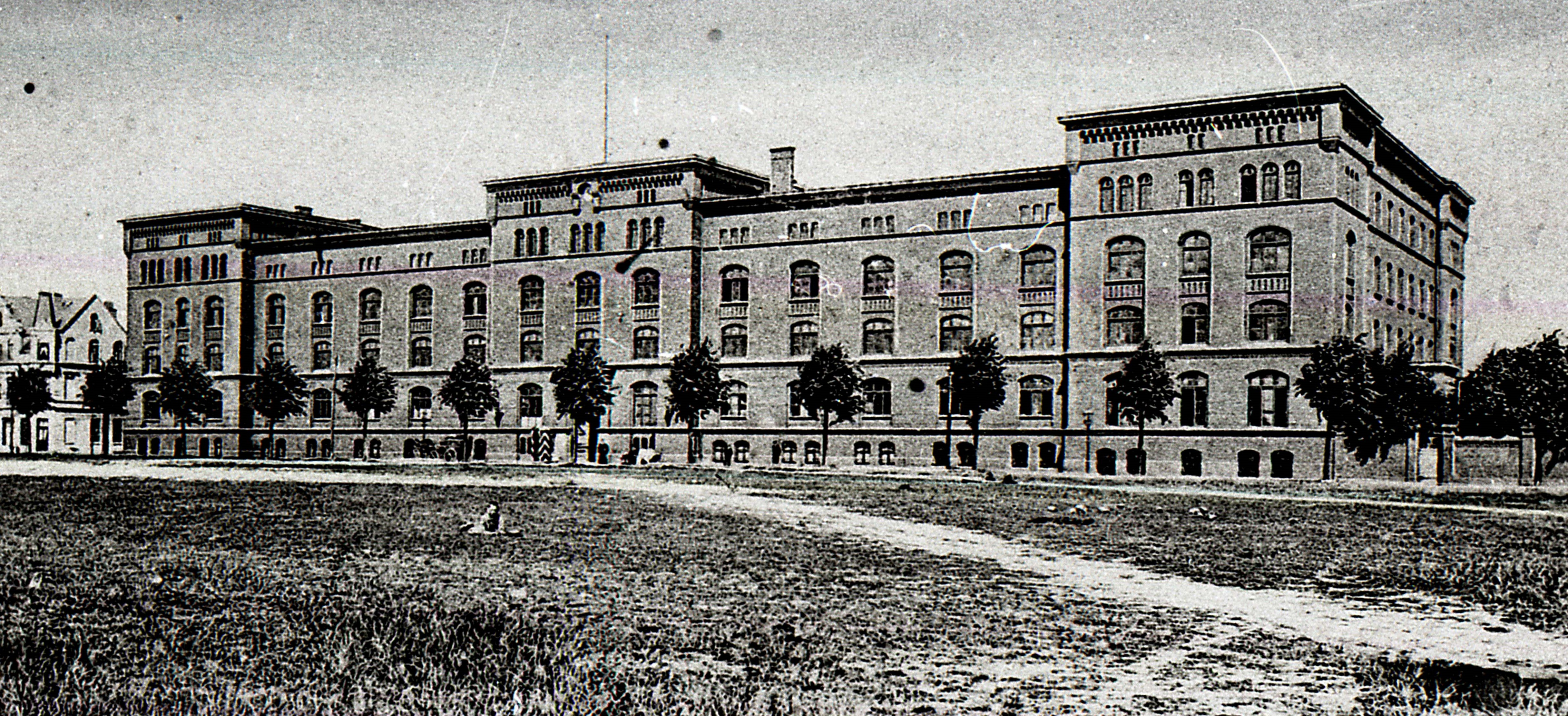
Kaserne der Matrosenartillerie

Die Forts waren ständig mit Soldaten besetzt. Untergebracht waren sie in der Leher Artillerie-Kaserne. Von der Kaiser-Wilhelm-Straße (der heutigen Hinrich-Schmalfeld-Straße) zogen sie zum Wachwechsel die Hafenstraße hinauf, um dann über einen Feldweg zu den Batterien des Forts Brinkamahof zu kommen. Der Feldweg wurde 1870 zur Straße ausgebaut und erhielt den Namen Batteriestraße.

## Haubitzenbatterien

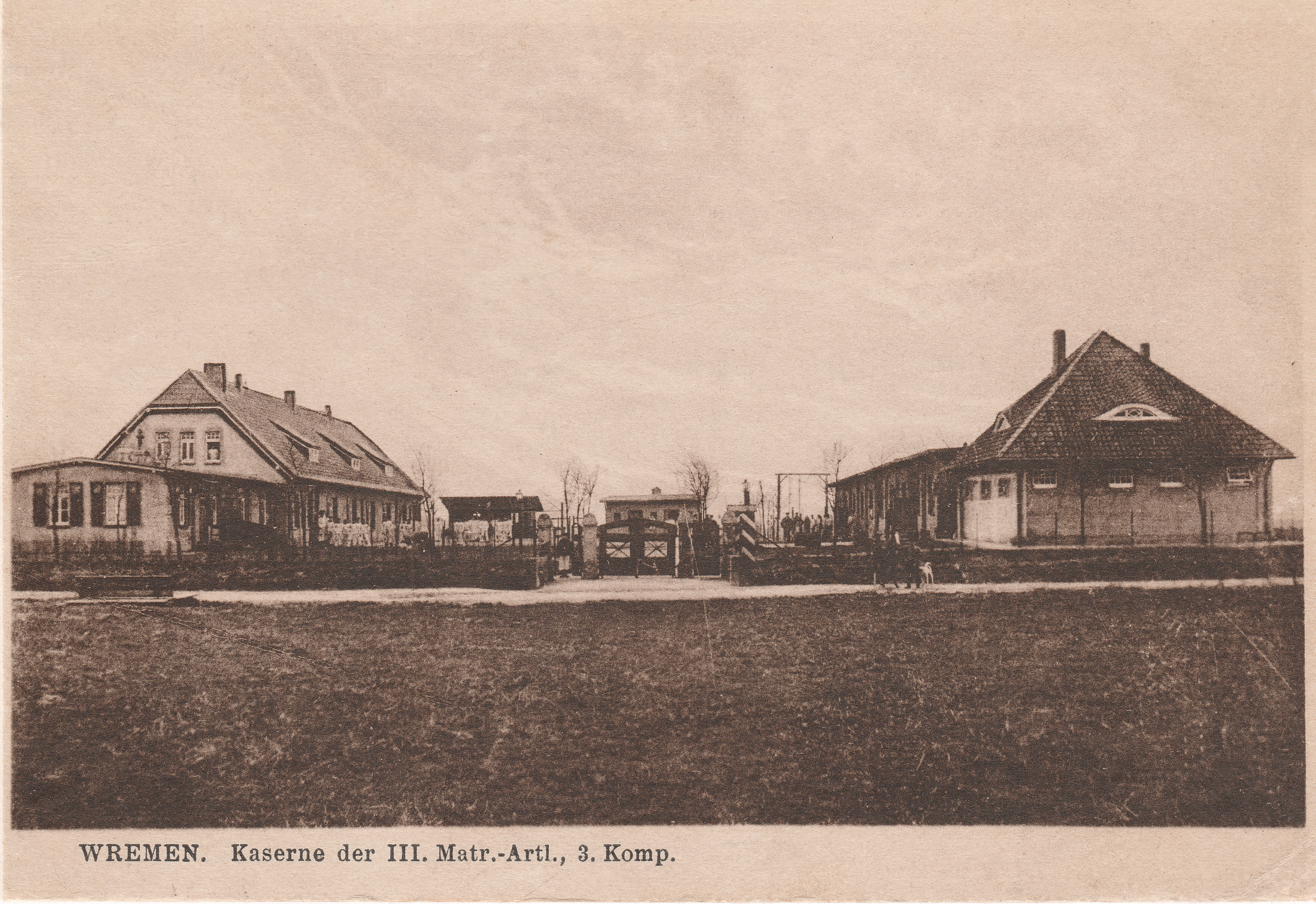
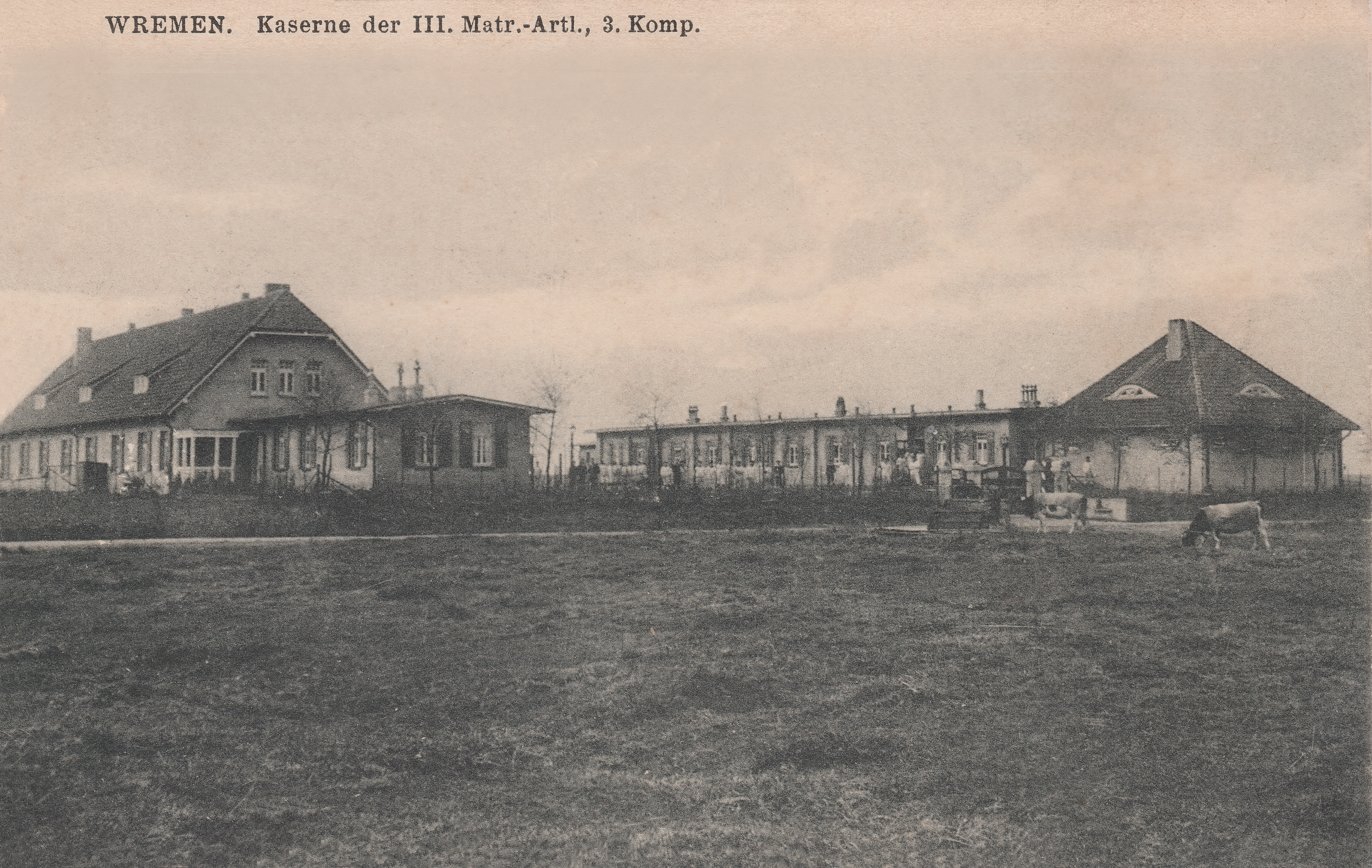
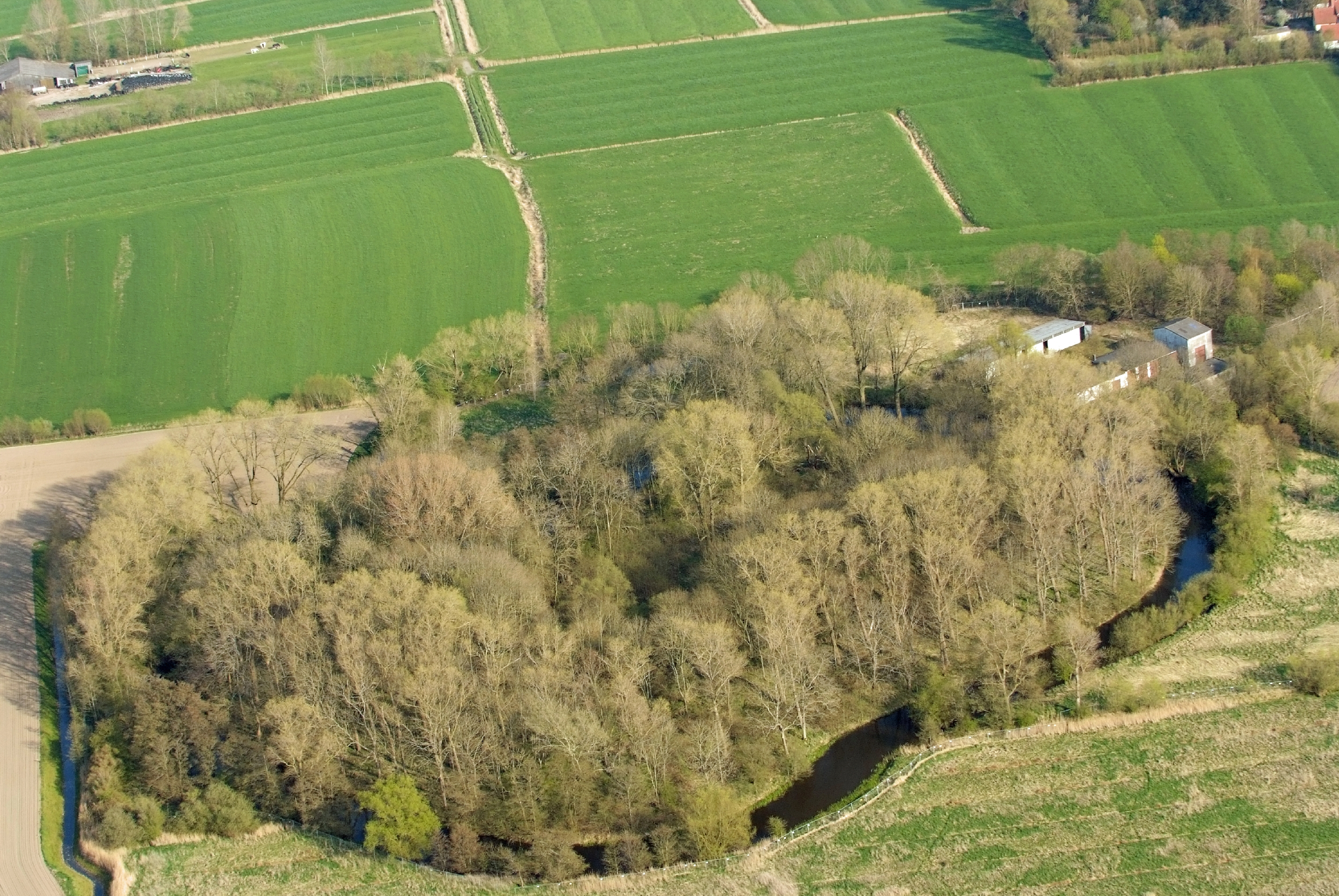

Nach der Jahrhundertwende errichtete die Kaiserliche Marine bei Weddewarden eine Haubitzenbatterie mit vier 10,5-cm-Geschützen. Ab Oktober 1906 kam schließlich noch die Haubitzenbatterie Wremen mit vier 28-cm-Haubitzen zum Schutz der Wesermündung hinzu.
Kaserne und ehem. Haubitzenbatterie in Wremen (III. Matrosen-Artillerie-Abteilung, 3. Kompanie)

## Pulvermagazin

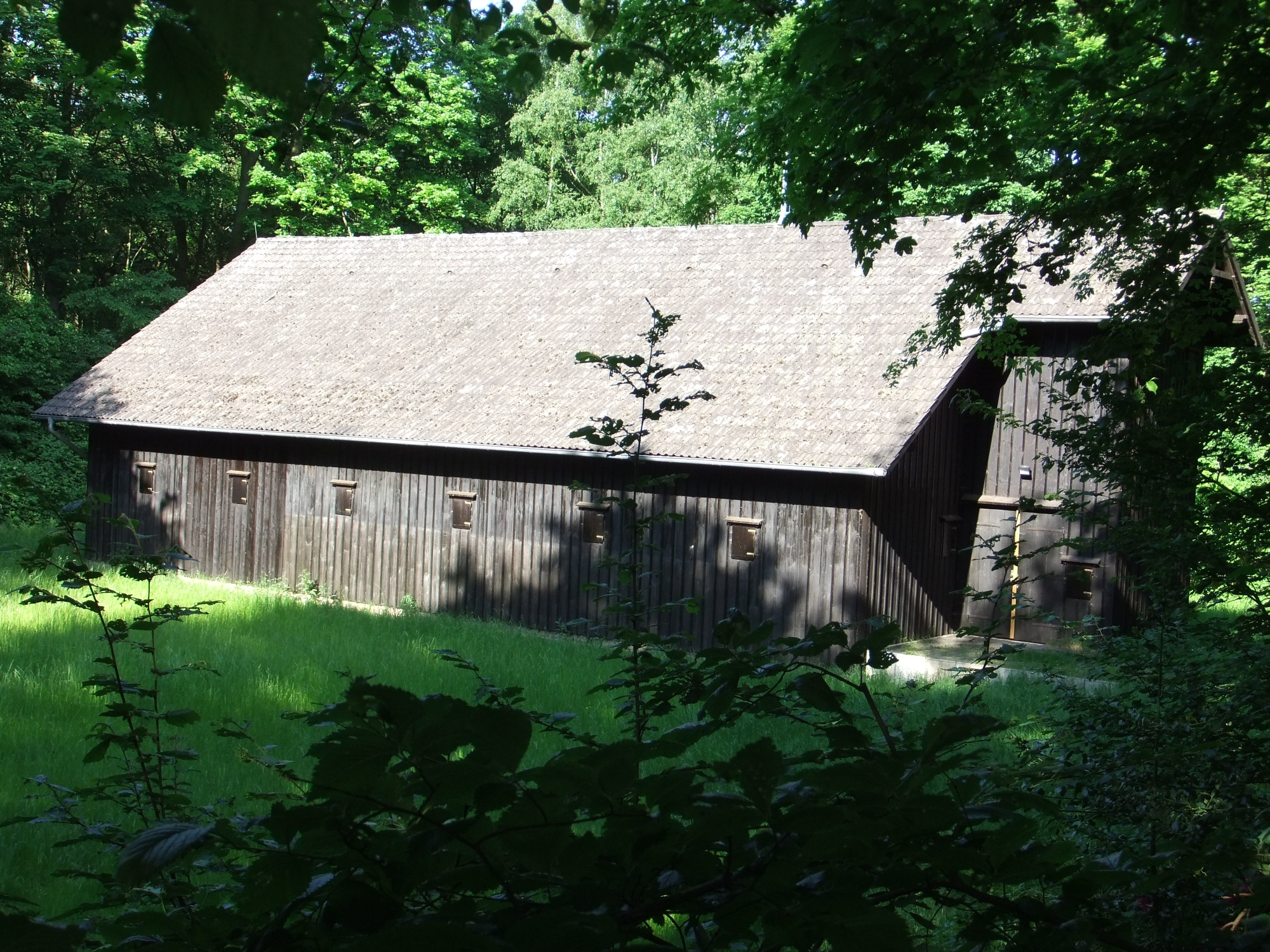
Pulvermagazin Speckenbüttel

1874/75 wurde im Speckenbütteler Park das Pulvermagazin Speckenbüttel für Munitionslagerungen zu Friedenszeiten errichtet. Wohl bis 1914 lagerten dort Pulver und Geschosse für die vier Weserforts. In völlige Vergessenheit geraten, blieben der Pulverschuppen und das Wächterhaus am Siebenbergensweg unversehrt erhalten. Erst 1989 wurden sie wiederentdeckt. Das Wächterhaus und ein paar weitere unbewohnte Häuschen wurden im Jahre 2008 abgerissen. Heute ist nur noch das Pulvermagazin erhalten; es steht seit 2010 unter Denkmalschutz.